# Alessio Cavatore
Pour les articles homonymes, voir Cavatore (homonymie).
 (septembre 2024).
La mise en forme du texte ne suit pas les recommandations de Wikipédia : il faut le « wikifier ».
Les points d'amélioration suivants sont les cas les plus fréquents. Le détail des points à revoir est peut-être précisé sur la page de discussion.
- Les titres sont pré-formatés par le logiciel. Ils ne sont ni en capitales, ni en gras.
- Le texte ne doit pas être écrit en capitales (les noms de famille non plus), ni en gras, ni en italique, ni en « petit »…
- Le gras n'est utilisé que pour surligner le titre de l'article dans l'introduction, une seule fois.
- L'italique est rarement utilisé : mots en langue étrangère, titres d'œuvres, noms de bateaux, etc.
- Les citations ne sont pas en italique mais en corps de texte normal. Elles sont entourées par des guillemets français : « et ».
- Les listes à puces sont à éviter, des paragraphes rédigés étant largement préférés. Les tableaux sont à réserver à la présentation de données structurées (résultats, etc.).
- Les appels de note de bas de page (petits chiffres en exposant, introduits par l'outil «  Source ») sont à placer entre la fin de phrase et le point final[comme ça].
- Les liens internes (vers d'autres articles de Wikipédia) sont à choisir avec parcimonie. Créez des liens vers des articles approfondissant le sujet. Les termes génériques sans rapport avec le sujet sont à éviter, ainsi que les répétitions de liens vers un même terme.
- Les liens externes sont à placer uniquement dans une section « Liens externes », à la fin de l'article. Ces liens sont à choisir avec parcimonie suivant les règles définies. Si un lien sert de source à l'article, son insertion dans le texte est à faire par les notes de bas de page.
- La présentation des références doit suivre les conventions bibliographiques. Il est recommandé d'utiliser les modèles {{Ouvrage}}, {{Chapitre}}, {{Article}}, {{Lien web}} et/ou {{Bibliographie}}. Le mode d'édition visuel peut mettre en forme automatiquement les références.
- Insérer une infobox (cadre d'informations à droite) n'est pas obligatoire pour parachever la mise en page.

Pour une aide détaillée, merci de consulter Aide:Wikification.
Si vous pensez que ces points ont été résolus, vous pouvez retirer ce bandeau et améliorer la mise en forme d'un autre article.
Alessio Cavatore est un concepteur de jeux italien, habitant au Royaume-Uni. Il est né le 14 février 1972, à Turin, en Italie.

## Carrière
En 1995, il s'installe à Nottingham (Royaume-Uni) pour travailler pour Games Workshop. Il a écrit plusieurs suppléments pour Warhammer Fantasy Battle avant de diriger le jeu de figurines du Seigneur des Anneaux. En 2004, il est devenu responsable de tout le matériel de règles publié pour les trois principaux systèmes de jeu de figurines de la société — Warhammer, Warhammer 40,000 et Le Seigneur des Anneaux — et, en 2006, il a écrit les règles d'une nouvelle édition de Warhammer.
Travaillant en étroite collaboration avec Rick Priestley, Cavatore a été concepteur des jeux de guerre de table de Games Workshop.
Mordheim (1999) a été conçu par Alessio Cavatore, Tuomas Pirinen et Rick Priestley. Kings of War (2009) a été conçu par Cavatore, pour Mantic Games.
En 2010, il fonde River Horse pour éditer ses propres jeux et collaborer en tant que consultant avec de nombreux autres éditeurs renommés de l'industrie du jeu.
Avec le lauréat du prix River Horse Origins, Alessio Cavatore a conçu ou co-conçu de nombreux jeux de guerre miniatures et jeux de société - des titres comme Deus Vult, Shuuro, Loka, Waterloo - Quelle Affaire ! , Terminator Genisys, etc. ; sans parler d'une pléthore d'extensions pour ces systèmes[réf. nécessaire].
Il est le concepteur principal des jeux Conquest: The Last Argument of Kings et Conquest: First Blood de Para Bellum Games.

### Filmographie
Alessio Cavatore a fait une brève apparition dans le film Le Retour du Roi où il est apparu dans le rôle de Rohirrim dans la bataille des Champs du Pelennor, aux côtés de ses collègues concepteurs de Games Workshop , Alan Perry, Michael Perry et Brian Nelson. Ils apparaissent près du Mumakil alors que Peregrin Touque cherche Meriadoc Brandebouc dans les débris de la bataille, et ils figurent également sur la base de la figurine Mûmak de Games Workshop,.

## Travaux

### Games Workshop
- Warmaster (avec Rick Priestley et Stephan Hess)[9]
- Le jeu de stratégie et de combat Le Seigneur des Anneaux (avec Rick Priestley)[10]

### Warlord Games
- Bolt Action (avec Rick Priestley)

### River Horse
- Shuuro
- Loka
- Le Tarot de Loka
- Waterloo – Quelle affaire
- Terminator Genisys : Le jeu de figurines
- Le Labyrinthe de Jim Henson : Le jeu de société
- My Little Pony Tails of Equestria : Le jeu de contes[11]